# Пјане (Мачерата)
Пјане (итал. Piane) насеље је у Италији у округу Мачерата, региону Марке.
Према процени из 2011. у насељу је живело 79 становника. Насеље се налази на надморској висини од 349 м.